# La Cumbre Airport
La Cumbre Airport är en flygplats i Argentina.   Den ligger i provinsen Córdoba, i den centrala delen av landet, 700 km nordväst om huvudstaden Buenos Aires. La Cumbre Airport ligger 1 135 meter över havet.
Terrängen runt La Cumbre Airport är huvudsakligen kuperad, men den allra närmaste omgivningen är platt. Terrängen runt La Cumbre Airport sluttar västerut. Närmaste större samhälle är La Cumbre, 4,7 km nordost om La Cumbre Airport.
Trakten runt La Cumbre Airport består i huvudsak av gräsmarker. Runt La Cumbre Airport är det ganska tätbefolkat, med 80 invånare per kvadratkilometer.